# Dajaca monilicornis
Dajaca monilicornis är en insektsart som beskrevs av Ludwig Redtenbacher 1906. Dajaca monilicornis ingår i släktet Dajaca och familjen Aschiphasmatidae. Inga underarter finns listade i Catalogue of Life.